# Драгач (гмина)
Драгач (пол. Dragacz) — сельская гмина (волость) в Польше, входит как административная единица в Свецкий повет, Куявско-Поморское воеводство. Население — 7023 человека (на 2004 год).

## Соседние гмины
1. Гмина Хелмно
2. Гмина Грудзёндз
3. Грудзёндз
4. Гмина Ежево
5. Гмина Нове
6. Гмина Свеце
7. Гмина Варлюбе